# Biatora subduplex
Biatora subduplex är en lavart som först beskrevs av William Nylander och som fick sitt nu gällande namn av Printzen. 
Biatora subduplex ingår i släktet Biatora och familjen Ramalinaceae. Arten är reproducerande i Sverige. Inga underarter finns listade i Catalogue of Life.